# Bonnevaux (Gard)
Bonnevaux ist eine französische Gemeinde mit 77 Einwohnern (Stand 1. Januar 2022) im Département Gard in der Region Okzitanien.

## Geografie
Die Gemeinde Bonnevaux liegt im Bergland der Cevennen und im äußersten Norden des Départements Gard, an der Grenze zum Département Ardèche. Sie befindet sich 65 Kilometer nordwestlich von Nîmes.
Der wesentliche Teil des Siedlungsgebietes liegt am Hang unterhalb eines Gebirgskamms, der an seinem Gipfel eine Höhe von 933 Metern erreicht. Neben dem Kernort verteilen sich über das Gebiet etwa zehn Weiler und Einzelsiedlungen. Zu den Weilern werden dabei Allègres, Le Bosc und Coulis gerechnet. Der Großteil davon erstreckt sich entlang des im Osten gelegenen Tals Bonne vallée, das von dem kleinen Gebirgsfluss Abeau durchflossen wird. Trotz der Lage in den Bergen ist das Gemeindegebiet relativ stark durch den Menschen und insbesondere landwirtschaftliche Nutzung geprägt, beispielsweise durch an den Hängen angelegte Terrassen. Bis heute besitzt der landwirtschaftliche Sektor eine relativ hohe Bedeutung.
Die Nachbargemeinden von Bonnevaux sind Malons-et-Elze im Norden, Les Vans im Nordosten, Malbosc im Osten, Aujac im Süden und Westen sowie Ponteils-et-Brésis im Nordwesten.

### Infrastruktur
Über lokale Straßen bestehen Anbindungen zu den Nachbarorten. Weiterführende Strecken gibt es in der direkten Umgebung nicht, allerdings bindet die gut zehn Kilometer östlich verlaufende D104 an die Städte Alès sowie Aubenas an.

## Geschichte und Kultur
Aus dem Namen des Tals Bonne vallée erklärt sich die Herkunft des daraus abgeleiteten Ortsnamens. Die Existenz von Bonnevaux in ist seit dem Mittelalter belegt. Zur ersten Erwähnung kam es, als ein großes Gebiet, von dem die heutige Gemeinde nur einen Teil darstellte, 1197 in den Besitz der Abtei Saint-Ruf in Valence überging. Sie bauten vor Ort ein kleines Kloster mit der Kirche Notre Dame und waren dauerhaft bis hinein mit einigen Ordensbrüdern vertreten; erst im 18. Jahrhundert zogen sie weiter nach Saint-Paul-le-Jeune. Bereits die Cevennenkriege, ein religiöser Konflikt zwischen den in den Cevennen starken Protestanten und dem katholischen Königshaus, betrafen den Ort und veranlassten die Geistlichen zur zeitweiligen Flucht. 1723 folgte ihr endgültiger Fortzug, womit auch zahlreiche Kirchengüter aus dem Gebäude verschwanden, da sie im Besitz des Ordens verblieben. Das leerstehende Klosterklosteranlage, die den Namen L’Abadié trägt und eine eigene Ansiedlung darstellte, war seither dem Verfall ausgesetzt. Die Dorfkirche Saint-Théodorit, die vermutlich im 11. Jahrhundert entstand, hat dagegen die historischen Entwicklungen überdauert, gilt als ausgesprochen schön und stellt das Zentrum des Kernortes dar. Gleichzeitig ist sie der Ausgangspunkt für Wege und Pfade hin zu den übrigen bewohnten Ortschaften. 
Die lokale Entwicklung war stets von der Abgelegenheit in den Bergen geprägt. So gab es erst 1932 eine befahrbare Straße nach Bonnevaux und bis 1950 mussten die Einwohner ohne Elektrizität auskommen. Ab den 1980er-Jahren wurde allerdings einiges für Kultur und lokales Leben getan. Zu den Maßnahmen zählten die Renovierung der Kirche und der Bau einer neuen Mairie.

### Bevölkerungsentwicklung
| Jahr      | 1962 | 1968 | 1975 | 1982 | 1990 | 1999 | 2006 | 2017 |
| --------- | ---- | ---- | ---- | ---- | ---- | ---- | ---- | ---- |
| Einwohner | 35   | 32   | 30   | 51   | 61   | 102  | 96   | 88   |

Im Jahr 1841 konnte die Gemeinde noch 385 Einwohner aufweisen, doch durch eine stetige Abnahme des Wertes hatte sich die Bevölkerung bis 1901 auf 243 Menschen reduziert. In den 1910er-Jahren setzte ein besonders starker Rückgang ein, der sich jahrzehntelang fortsetzte. So waren es 1936 nur noch 92 Bewohner und 1975 wurde mit 30 Bürgern der Gemeinde ein historischer Tiefstand erreicht. Damit war die Zahl auf rund ein Achtel des Niveaus zu Beginn des Jahrhunderts gesunken. Anschließend kam es allerdings auch zu einer schnellen Erholung, sodass es um das Jahr 2000 wieder rund 100 Einwohner gab.